# Toponica, Bela Palanka
Toponica (izvirno srbsko Топоница) je naselje v Srbiji, ki upravno spada pod Občino Bela Palanka; slednja pa je del Pirotskega upravnega okraja.

## Demografija
V naselju živi 64 polnoletnih prebivalcev, pri čemer je njihova povprečna starost 58,6 let (51,6 pri moških in 65,2 pri ženskah). Naselje ima 39 gospodinjstev, pri čemer je povprečno število članov na gospodinjstvo 1,74.
To naselje je, glede na rezultate popisa iz leta 2002, večinoma srbsko.
|  |

| Demografija | Demografija     | Demografija     |
| Leto        | Št. prebivalcev | Št. prebivalcev |
| ----------- | --------------- | --------------- |
|             |                 |                 |
|             |                 |                 |
|             |                 |                 |
|             |                 |                 |
| 1948        | 654             |                 |
| 1953        | 633             |                 |
| 1961        | 434             |                 |
| 1971        | 276             |                 |
| 1981        | 178             |                 |
| 1991        | 117             | 117             |
| 2002        | 70              | 68              |
|             |                 |                 |

| Etnična sestava po popisu iz leta 2002 | Etnična sestava po popisu iz leta 2002 | Etnična sestava po popisu iz leta 2002 | Etnična sestava po popisu iz leta 2002 | Etnična sestava po popisu iz leta 2002 |
| -------------------------------------- | -------------------------------------- | -------------------------------------- | -------------------------------------- | -------------------------------------- |
| Srbi                                   | Srbi                                   |                                        | 64                                     | 94,11%                                 |
| Neznano                                | Neznano                                |                                        | 4                                      | 5,88%                                  |